# 埃斯科里亞爾山

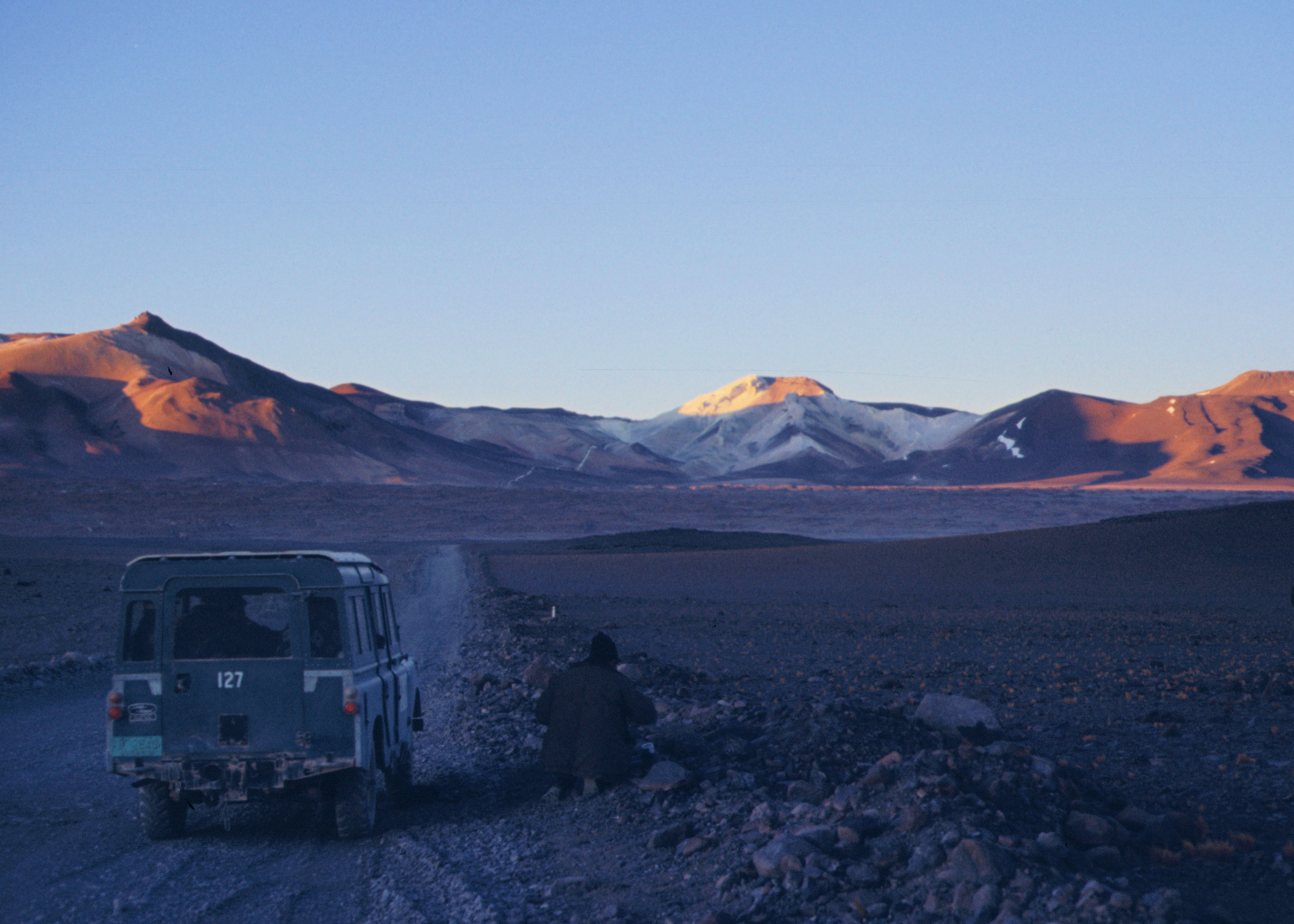

25°05′S 68°22′W / 25.08°S 68.37°W
埃斯科里亞爾山（西班牙語：Cerro Escorial），是南美洲的火山，處於智利安托法加斯塔大區和阿根廷薩爾塔省之間接壤的邊境，屬於安第斯山脈的一部分，海拔高度5,447米。